# Synallactes discoidalis
Synallactes discoidalis is een zeekomkommer uit de familie Synallactidae.
De wetenschappelijke naam van de soort werd in 1912 gepubliceerd door K. Mitsukuri.